# Turismo en Corea del Norte

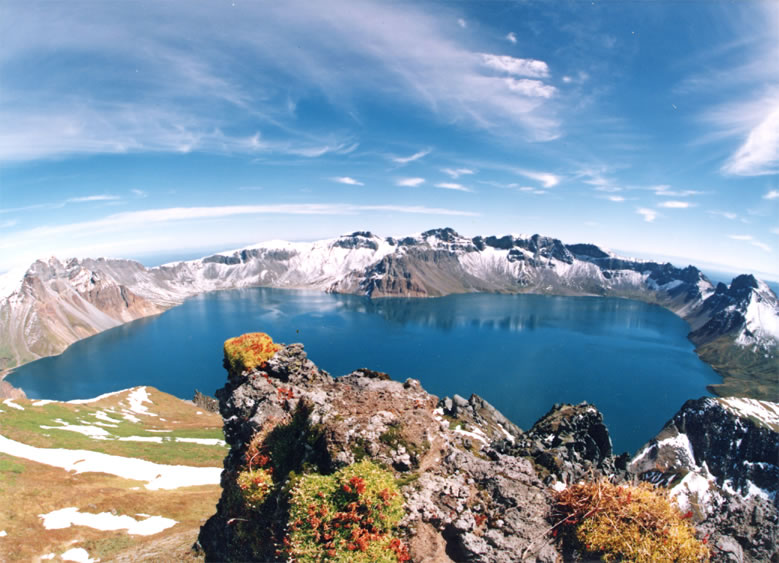
El denominado Lago Celestial se encuentra en la frontera entre Corea del Norte y China.

El turismo en Corea del Norte, el cual está organizado por la agencia estatal “Compañía de Viajes Internacionales de Corea” (conocida en inglés como Korea International Travel Company), está altamente controlado por el gobierno juche norcoreano. Debido al tradicional aislamiento del país, no es un destino internacional muy visitado y tan solo unos aproximados 5000 visitantes occidentales lo suelen visitar por año, además de varios miles de asiáticos adicionales.
Los turistas deben realizar visitas guiadas, en las cuales sus guías los acompañarán en todo momento. La fotografía está estrictamente controlada, al igual que la interacción con la población local.

## Obtención del visado

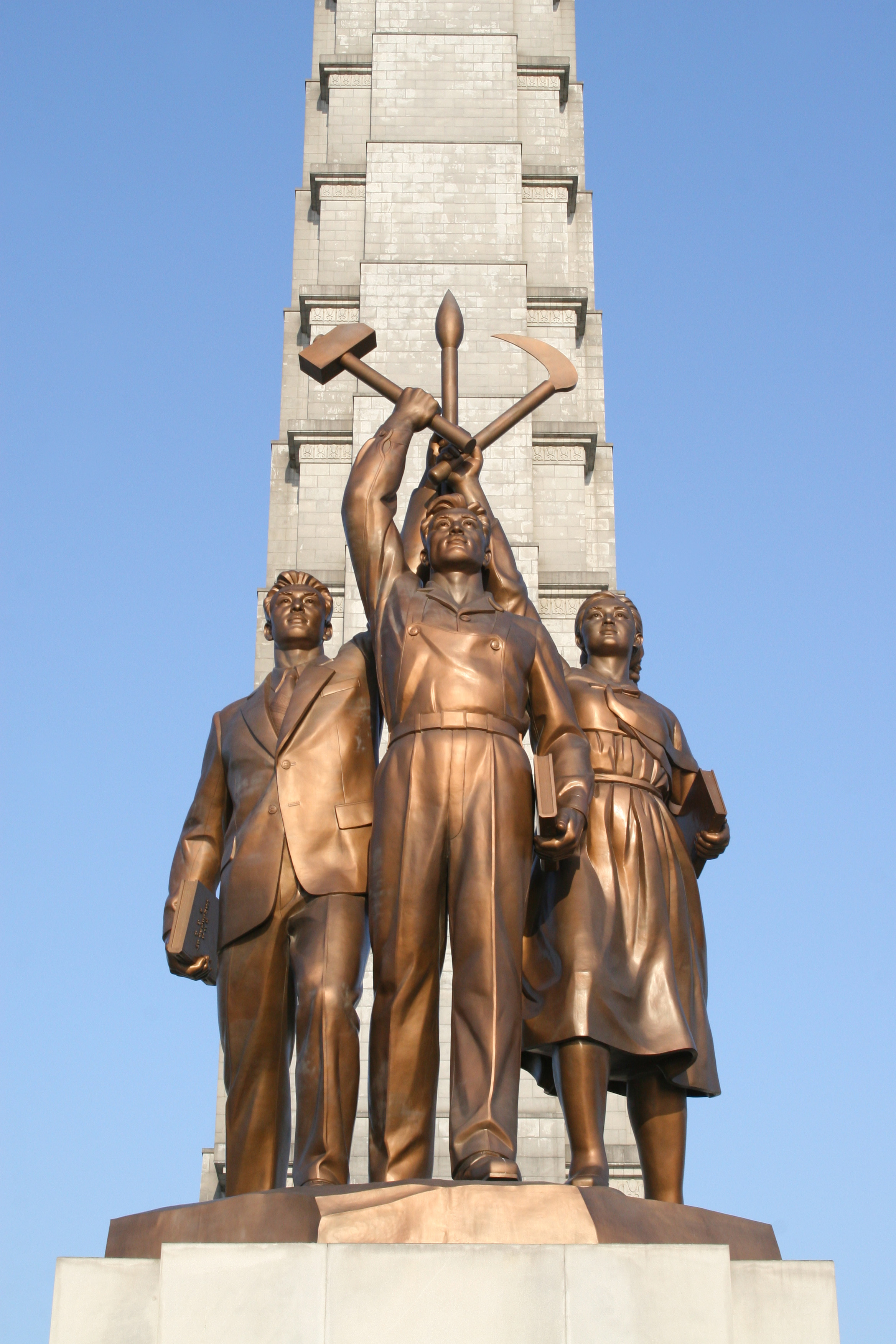
Monumento a los obreros y campesinos del gobernante Partido de los Trabajadores de Corea, ante la Torre Juche, en Pionyang.

En principio, cualquier persona podría viajar legalmente a Corea del Norte como turista; de hecho, sólo a los surcoreanos y periodistas se les niega rutinariamente el permiso para poder ingresar al país. Al contrario de lo que se suele pensar, el proceso de solicitud de una visa para poder ingresar al país es bastante fácil pero ha de ser mediante una agencia de viajes autorizada por las autoridades norcoreanas. Agencias de viajes, como KTG®,  pueden ayudar a los potenciales visitantes a través del procedimiento burocrático. No obstante, una vez conseguida, a los visitantes no se les permite viajar fuera de las áreas previamente designadas sin el acompañamiento de sus guías norcoreanos.
Antes del año 2010, los turistas que portaban pasaportes estadounidenses no podían obtener visados de ingreso, excepto durante los juegos masivos realizados con motivo del denominado Festival Arirang (아리랑 축제).
Algunos ciudadanos estadounidenses, nacionales de otros países y periodistas también han recibido un permiso especial para ingresar al país, como miembros de la Asociación de Amistad con Corea o de la ONG Choson Exchange. Salvo contadas excepciones, el gobierno de los Estados Unidos no permite a sus ciudadanos hacer turismo en Corea del Norte.
Los ciudadanos de Corea del Sur requieren de un doble permiso, no sólo otorgado por el gobierno norcoreano sino también por el surcoreano; típicamente se les deniega el mismo, salvo en los pocos casos de áreas turísticas especialmente concebidas y desarrolladas para surcoreanos.
Asimismo en abril de 2010, comenzaron a llegar a Corea del Norte los primeros trenes turísticos provenientes fuera de la provincia de Liaoning en China, los cuales transportaban turistas provenientes de las provincias de Heilongjiang y Zhejiang e incluso hasta de la sureña de Guangdong, aunque lo hacían mediante la única ruta de tren que va entre China y Corea del Norte. También es posible ir en avión desde Beijing, Shenyang y Vladivostok.

## Visitas turísticas surcoreanas

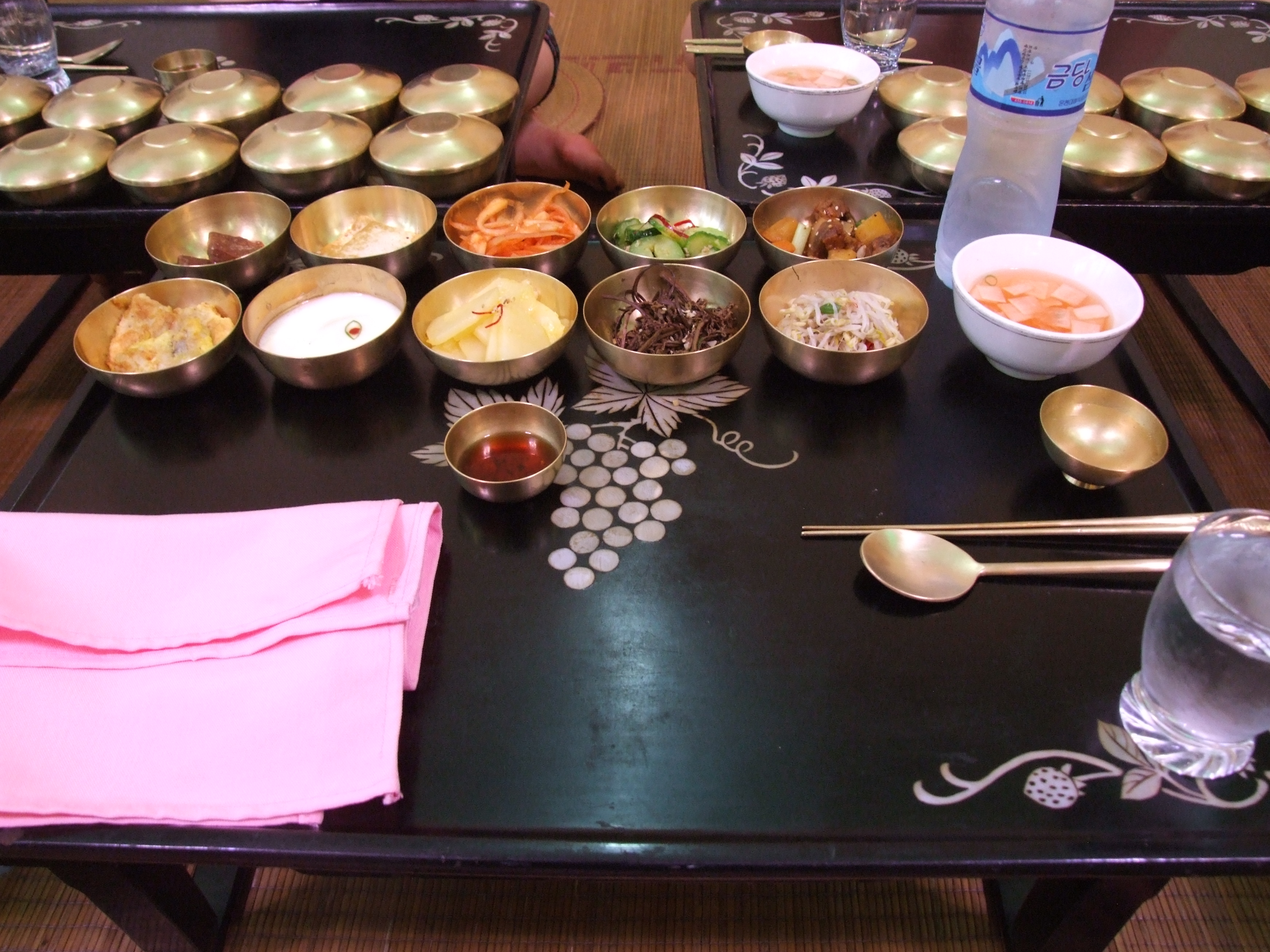
Gastronomía norcoreana.

En el año 2002, el área que se encuentra alrededor del Monte Kŭmgang (Kumgangsan), el cual ofrece una bella vista panorámica en cercanías de la frontera con Corea del Sur, fue designada como un destino turístico especial. Visitas guiadas organizadas por compañías privadas atrajeron a miles de surcoreanos a dicha región cada año antes de la suspensión de los tours a fines de 2008, después de haber sido mortalmente herido de bala un turista surcoreano. En mayo de 2010, cuando los tours aún no habían sido reanudados, el régimen de Corea del Norte unilateralmente anunció que confiscaría los activos inmobiliarios surcoreanos de la región.

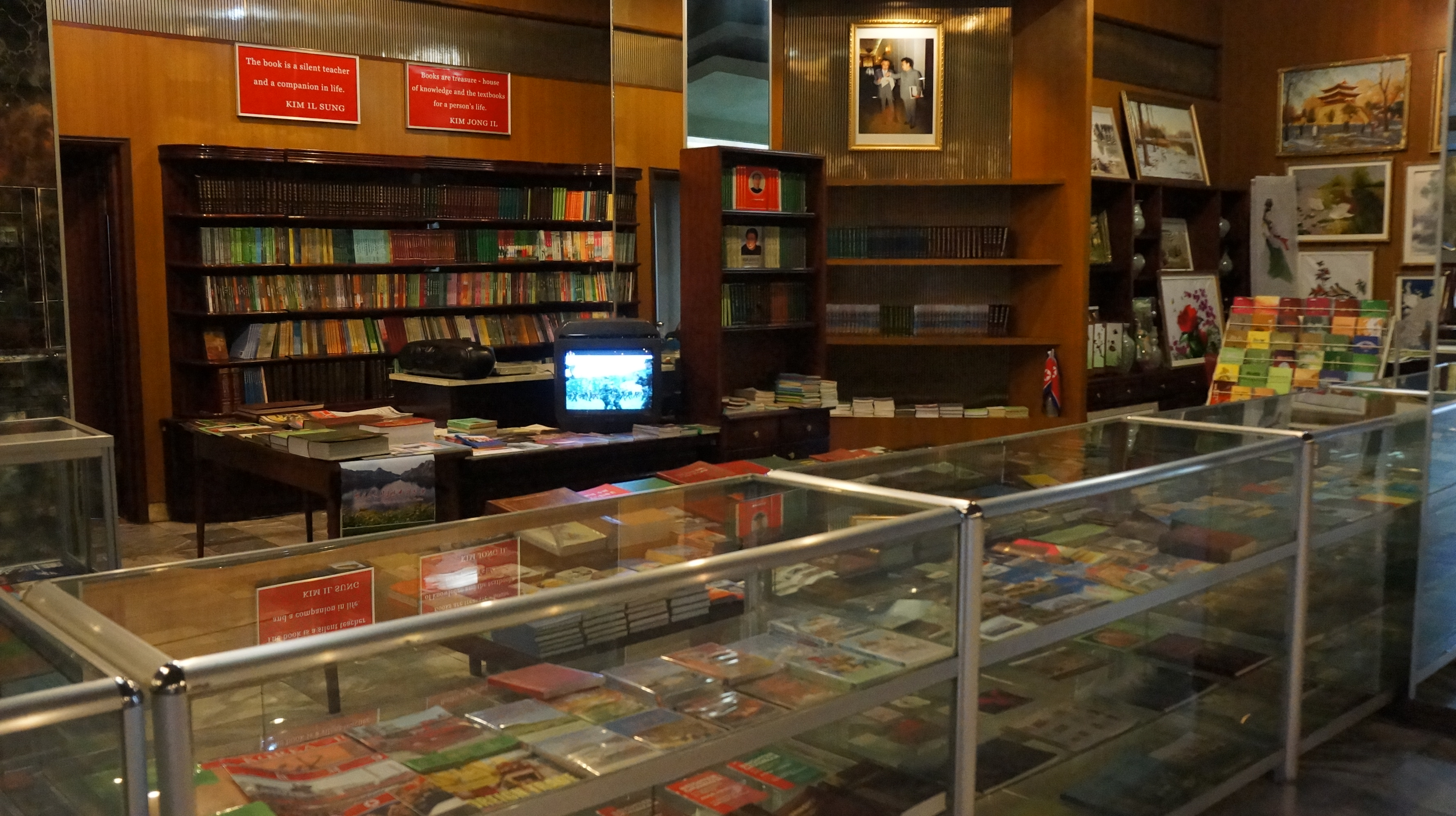
Librería del Hotel Koryo.

En julio de 2005, la corporación surcoreana Hyundai llegó a un acuerdo con el gobierno norcoreano respecto de abrir algunas áreas adicionales al turismo, incluyendo la montaña Baekdu (백두산) y Kaesong (개성).
Kaesong fue finalmente abierto en diciembre de 2007 para permitir tours diarios de surcoreanos, y de turistas extranjeros; en dicha oportunidad, las autoridades norcoreanas cobraron 180 USD por un viaje de un solo día. La ciudad recibió varios cientos de turistas por semana, la mayoría de los cuales eran surcoreanos.
Los tours hacia Kaesong fueron suspendidos en diciembre de 2008 debido al estallido de un nuevo conflicto político entre los norcoreanos y surcoreanos, en esta oportunidad relacionados con globos con propaganda política. Los mismos, que contenían mensajes críticos contra la figura de Kim Jong-il y el régimen comunista norcoreano, fueron lanzados hacia Corea del Norte desde muy cerca de la frontera interestatal. Después de que Corea del Sur no respondiese a la demanda norcoreana de detener el envío de dichos globos, a modo de represalia Corea del Norte decidió suspender las visitas guiadas al área de Kaesong.
Las visitas guiadas hacia Kaesong fueron reanudadas en abril de 2010, pero fueron otra vez suspendidas en mayo de ese mismo año luego del hundimiento de la corbeta surcoreana ROKS Cheonan.